# Rudi Haymann

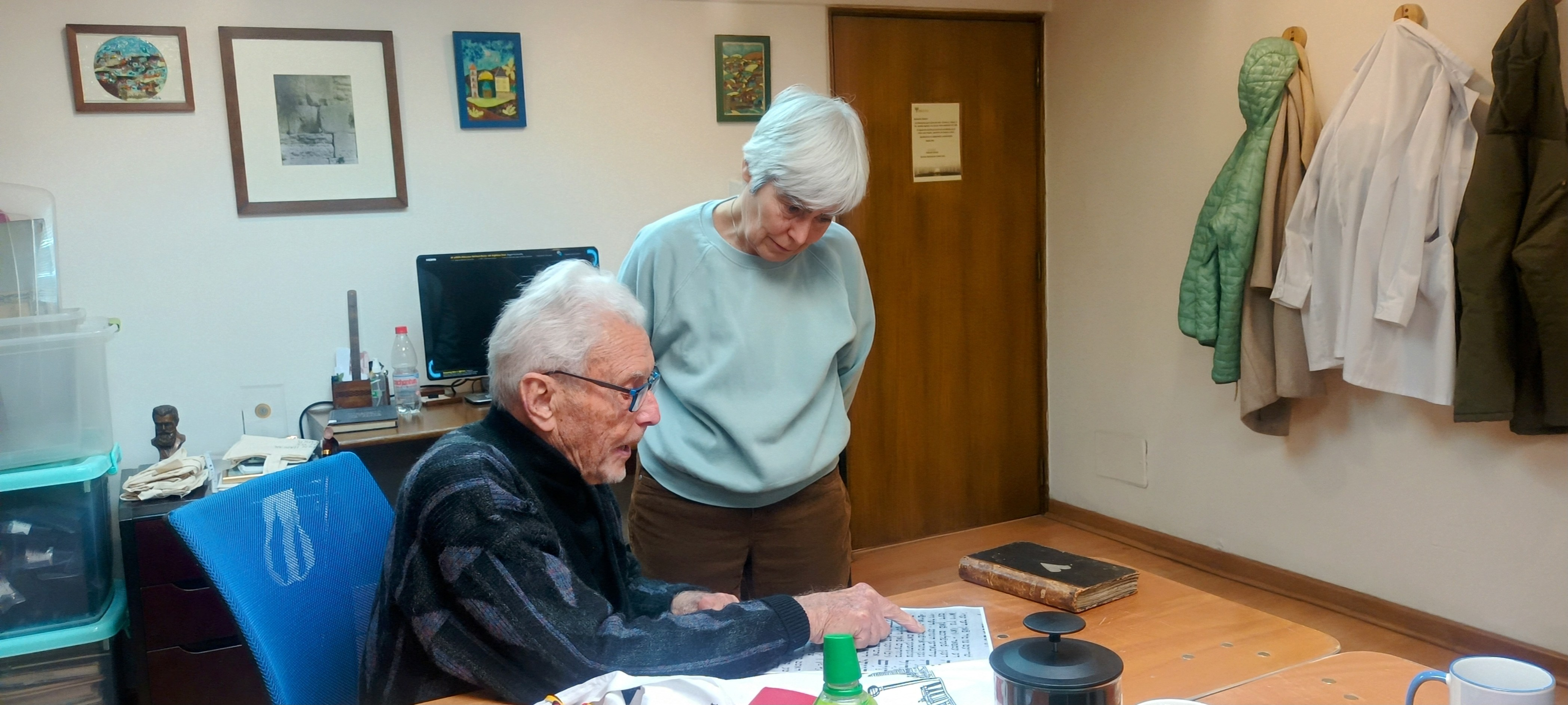
Rudi Haymann (2024)

Rudi Haymann (* 21. August 1921 in Berlin) ist ein deutscher Innenarchitekt und Soldat.

## Leben und Karriere
Rudi Haymann wurde am 21. August 1921 in Berlin in der damaligen Weimarer Republik geboren und stammte aus einer Familie jüdischer Herkunft. Sein Vater Ludwig Haymann (* 19. April 1885) und sein Onkel Fritz Haymann (* 2. Februar 1884 in Ratibor; † 1952 in Berlin) kämpften im Ersten Weltkrieg als Soldaten für Deutschland und seinem Onkel Fritz wurde ein Bein amputiert, wofür er das Eiserne Kreuz erhielt. Der Architekt Fritz Haymann überlebte die 1943 erfolgte Deportation ins KZ Theresienstadt und kehrte nach seiner Befreiung nach Berlin zurück, wo er Lehrer an einer Schule für Bauwesen („construction school“) wurde.
Rudi Haymann besuchte die Volksschule Levetzowstraße in Berlin-Moabit. In seiner Jugend gehörte Rudi zu den jüdischen Minderjährigen, die im Jahr 1938 durch den Kindertransport vor dem Holocaust gerettet wurden. Zu diesem Zweck sah sich Haymann gezwungen, seine Familie in Berlin zu verlassen und mit dem Zug in die italienische Stadt Triest zu reisen. Von dort aus erfolgte der Transport in die Hafenstadt Haifa im damaligen Völkerbundsmandat für Palästina. Nach seiner Ankunft schloss er sich im gleichen Jahr dem 1927 gegründeten Kibbuz Beit Zera an, der sich wenige Kilometer südlich des Sees Genezareth im heutigen Israel befindet. Dort widmete er sich intensiv der Viehzucht, insbesondere der Milchwirtschaft, und erhielt eine militärische Ausbildung, um bis 1942 in der Selbstverteidigung des Kibbuz tätig zu sein. Im Anschluss trat er als Freiwilliger in die britische Armee ein, wo er während des Zweiten Weltkriegs an Geheimdienstmissionen des CSDIC (MI19) des Vereinigten Königreichs in Nordafrika, Griechenland und Italien mitwirkte. Nach dem erfolgreichen Überwinden der Gustav-Linie durch die Alliierten konnte Haymann als der erste jüdische Soldat hervorgehoben werden, der die Große Synagoge von Rom erreichen konnte. Diese war zwar nicht von den Achsenmächten zerstört worden, jedoch aufgrund strenger Bewachung und der Umzäunung mit Stacheldraht beträchtlich gesichert, um den Zugang zu kontrollieren.
1948 emigrierte Haymann nach Chile, wo seine Eltern und seine Schwester seit Dezember 1939 als Flüchtlinge lebten. In Südamerika betätigte sich Rudi als Innenarchitekt mit einer Spezialisierung auf den modernen Stil, inspiriert vom Bauhaus, nachdem er zuvor in Italien einige Studien durchgeführt hatte. Er gehörte zu den Pionieren dieses Stils im Land und war maßgeblich an der Einrichtung und Dekoration zahlreicher Privathäuser sowie kommerzieller Räumlichkeiten beteiligt, darunter die Hauptbüros der Metro von Santiago, die sich an der Alameda in der Nähe der Station Los Héroes befinden und aus dem späten 19. Jahrhundert stammen. Darüber hinaus war Rudi Haymann einer der ersten Initiatoren eines Familienschutzgebiets am Vichuquén-See, wo er 1959 erstmals zum Zelten aufbrach.
Im Jahr 2021 wurde Haymann Hundertjähriger und zu dieser Zeit blieb er als Ehrenamtlicher für das Jüdische Archiv Chiles aktiv. 2025 wurde er von Bundespräsident Frank-Walter Steinmeier mit dem Bundesverdienstkreuz 1. Klasse ausgezeichnet.

## Werke
- Beyond Borders. Escaping the Holocaust and Fighting the Nazis. 1938 – 1948, Amsterdam Publishers, Amsterdam 2023, ISBN 978-94-93322-22-6.